# Бизача
Биза̀ча (на италиански: Bisaccia; на неаполитански: Vesazza, Везаца) е малко градче и община в Южна Италия, провинция Авелино, регион Кампания. Разположено е на 860 m надморска височина. Населението на общината е 3846 души (към 2014 г.).